# Jamming (singolo)
Jamming è una canzone della band reggae Bob Marley & the Wailers inserita nell'album Exodus.
Jamming fu tra i dieci singoli più vendute dell'anno nel Regno Unito. Il singolo fu ripubblicato dieci anni dopo come tributo a Bob Marley, ed ottenne nuovamente un buon successo, soprattutto nei Paesi Bassi, dove rimase in classifica per quattro settimane.
Il brano è stato utilizzato in numerosi film e serie televisive: nell'episodio L'ammutinamento canino de I Simpson e nell'episodio Zona fumatori di Friends, e nei film 2 sballati al college, ...e alla fine arriva Polly e Finché dura siamo a galla.

## Tracce
7" Single Island WIP 6410
1. Jamming - 3:15
2. Punky Reggae Party - 4:25